# Empire Polo Club
Empire Polo Club (The Empire Polo Club) er en amerikansk poloklub i byen Indio i Californien grundlagt i 1987. Den ligger på 81-800 Avenue 51 i Coachella Valley i Coloradoørkenen, Southern California. Klubben ligger ca. to timers kørsel fra Los Angeles.
Empire Polo Clubs anlæg omfatter anlæg til afvikling af polo, men der er tillige faciliteter til andre sportsaktiviteter, luksusbryllupper, konferencer og koncerter.

## Koncerter
Udover poloaktiviteter, har klubbens anlæg været anvendt til koncerter og musikfestivaller.
En af verdens største festivaler for countrymusik, Stagecoach Festival, er afviklet på Empire Polo Clubs anlæg siden 2007. På festivalen har bl.a. optrådt Taylor Swift, Willie Nelson, Eagles, Roger McGuinn, Carrie Underwood, Keith Urban, Jerry Lee Lewis, Shania Twain og Garth Brooks.
Musikfestivalen Coachella Valley Music and Arts Festival (også omtalt som Desert Trip) 2016 blev afviklet på anlægget med optræden af The Rolling Stones, Bob Dylan, Paul McCartney, Neil Young, Roger Waters og The Who. Ved koncerten i 2016 løste 160.000 mennesker billet, hvilket gav entreindtægter på 160 millioner $, hvilket var det hidtil højeste billetindtægt nogensinde til et musikarrangement.